# Cadeia de frio
A cadeia de frio (também conhecida por rede de frio e rede ou cadeia frigorífica) é todo o processo desde a concepção, passando pelo armazenamento, até ao transporte do produto, preservando todas as condições de refrigeração e garantindo a sua conservação (Tanabe et al., 2000). A cadeia de frio é composta normalmente pelos seguintes elementos (Rocha et al., 2001, p. 11):
- Equipa especializada;
- Equipamento;
- Armazém;
- Transporte;
- Controlo de temperatura.

A nossa sociedade não seria a mesma sem a existência da cadeia de frio. Seria impossível obter muitos dos alimentos que consumimos, pois não nos chegariam nas devidas condições. Um dos ramos que exigem cadeia de frio devidamente projectada é a indústria dos gelados, pois a cadeia de frio é indispensável em todo o seu processo, com destaque para o fabrico, a armazenagem, a distribuição e a conservação. (Ferreira, 2009, p. 1).